# Homo sovieticus

Dos hombres simples en Moscú (1972) imagen que dista mucho del Nuevo hombre soviético planeado por Lenin.

Homo sovieticus (en ruso simplemente советский человек, transliterado como sovietskiy chelovek, también significando “hombre soviético”) es una frase sarcástica pseudo-latina para referirse de manera crítica a un estereotipo o una categoría de gente promedio de la antigua Unión Soviética (y del bloque del Este en general), que tenía ciertos esquemas mentales socioeconómicos específicos, derivados de la propia cultura política de los gobiernos comunistas del denominado “socialismo real”, establecidos en la antigua URSS y en Europa Oriental durante varias décadas del pasado siglo XX.

## Origen
El término en cuestión fue acuñado por el reconocido escritor y sociólogo Aleksandr Zinóviev (quien cuando la URSS aún existía fue un conocido antisoviético, pero que tras su disolución cambiaría a posturas defensoras del comunismo) como título de un libro suyo escrito en 1982, el mismo año en el que la relativamente larga era de Leonid Brézhnev llegaba a su fin.
Uno de los principales rasgos del “nuevo hombre soviético” era el colectivismo altruista, lejos del egoísmo individualista típico de las sociedades burguesas y capitalistas. Aquella supuestamente deseable característica ya había sido exaltada y glorificada desde los primeros días del gobierno comunista de la URSS.
La idea de que el comunismo en la URSS terminaría creando toda una categoría de personas nuevas y mejores ya había sido postulada por los primeros ideólogos y doctrinarios del entonces nuevo gobierno, bajo la denominación del «Nuevo hombre soviético».
Homo sovieticus, era un término que tenía connotaciones negativas, inventado por los oponentes del mismo para describir lo que ellos veían como los verdaderos resultados de las políticas socioeconómicas soviéticas. [cita requerida] En cierta forma, éste se oponía al supuestamente virtuoso “nuevo hombre soviético” preconizado por la propaganda comunista oficial.

## Características generales

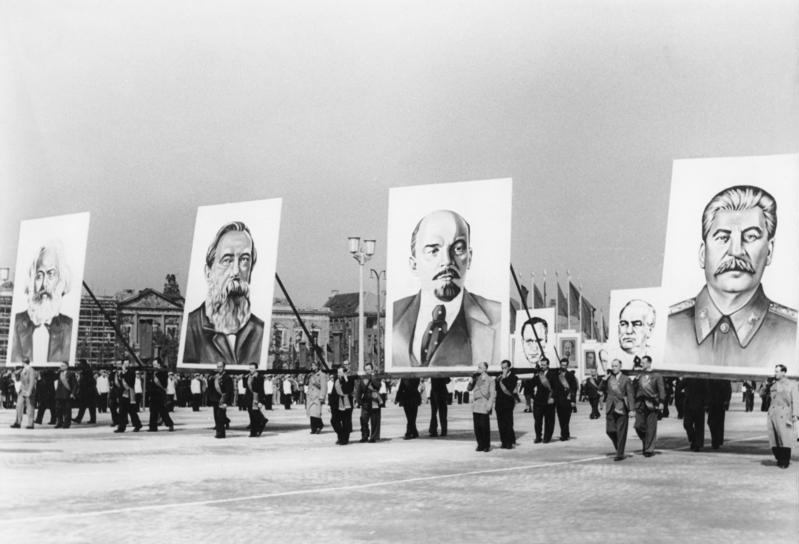
Ciudadanos de Berlín Este en Alemania Oriental rindiendo culto a las máximas figuras políticas e ideológicas del comunismo y de la Unión Soviética.

El homo sovieticus se refería específicamente a alguien con las siguientes características, usualmente combinadas:
- Indiferencia por los resultados de su propio trabajo o la falta de productividad en el mismo, expresadas en el famoso dicho o chiste soviético “Ellos (los burócratas o dirigentes comunistas) fingen pagarnos y nosotros fingimos trabajar”, y la falta de iniciativa.[2]

- Indiferencia hacia la propiedad común y pequeños hurtos en los lugares de trabajo, usualmente para un posterior uso personal.[cita requerida] Respecto a este fenómeno, una línea de una popular canción soviética de la época rezaba que “Todo lo que pertenece al koljós me pertenece a mí” (en ruso: "Всё теперь колхозное, всё теперь моё", transliterado como Vsió tieper koljóznoye, vsió tieper moyó), se usaba a veces para referirse irónicamente a los robos que solían ocurrir en las granjas colectivas. La denominada “Ley de las espigas”, promulgada durante el mandato de Iósif Stalin en 1932 -en plena era de la colectivización forzosa de la agricultura-, aunque hacía del hurto de parte del patrimonio colectivo un delito duramente castigado (con diez años de prisión), terminó siendo un intento fracasado por poner fin a esta actitud.

- Aislamiento de la cultura mundial, fenómenos además potenciados por la incesante propaganda política marxista-leninista Por otro lado, el intento oficial de aislar al pueblo soviético de la influencia occidental, comenzando por la anglosajona tuvo un efecto contraproducente.[cita requerida] Por el contrario, la “exótica” cultura occidental se volvió particularmente interesante precisamente porque las referencias complacientes hacia ella estaban prohibidas dentro de la Unión Soviética. Los funcionarios soviéticos solían denominar a este tipo de fascinación como “idolatría occidental” (en ruso: идолопоклонничество перед Западом, transliterado como idolopoklónnichestvo péried Západom).

- Evitaba aceptar la responsabilidad individual respecto de prácticamente nada.[cita requerida]

Tras el colapso de la Unión Soviética en diciembre de 1991, el homo sovieticus fue culpado de varios de los problemas socioeconómicos de la Rusia post-comunista, debido a su dificultad para adaptarse a una sociedad capitalista o de mercado desregulado.[cita requerida]